# Древние верования или языческая религия армян
«Древние верования или языческая религия армян» (арм. «Հին հաւատք կամ հեթանոսական կրօնք հայոց») — одна из наиболее значимых научных работ армянского филолога и историка Гевонда Алишана.
В данной работе Алишан представил систему древнеармянской языческой религии, её верования, культы, иерархию богов и всех существ.
Работа впервые издана в 1895 году в Венеции на армянском языке. Книга была переиздана в 2002 году в Ереване.

## Содержание
Книга состоит из 6 глав:
1. Древнеармянское верование (арм. Հայոց հին հավատքը)
2. Религия, вера и культ (арм. Կրոն, հավատք և պաշտամունք)
  1. Религия (арм. Կրոն)
  2. Бог (арм. Աստված)
3. Культ природы (арм. Բնապաշտություն)
  1. Горы и камни (арм. Լեռներ ու քարեր)
  2. Огонь (арм. Կրակ)
  3. Вода (арм. Ջուր)
  4. Воздушные явления (арм. Օդեղեն երևույթներ)
  5. Растительность и культ деревьев (арм. Բուսեղեներ և ծառապաշտություն)
4. Астрология (арм. Ախտարք կամ աղթարք)
  1. Культ светил (арм. Լուսատուների պաշտամունք)
    1. Солнце (арм. Արեգակ)
    2. Луна (арм. Լուսին)
    3. Звёзды (арм. Աստղեր)
    4. Айк (арм. Հայկ)
5. Культ животных (арм. Կենդանիների պաշտամունք)
6. Чудовища (арм. Հրեշներ)